# Омро (тауншип, Миннесота)
Омро (англ. Omro) — тауншип в округе Йеллоу-Медисин, Миннесота, США. На 2000 год его население составило 184 человека.

## География
По данным Бюро переписи населения США площадь тауншипа составляет 94,0 км², из которых 93,2 км² занимает суша, а 0,9 км² — вода (0,94 %).

## Демография
По данным переписи населения 2000 года здесь находились 184 человека, 60 домохозяйств и 43 семьи.  Плотность населения —  2,0 чел./км².  На территории тауншипа расположено 66 построек со средней плотностью 0,7 построек на один квадратный километр. Расовый состав населения: 100,00 % белых. Испанцы или латиноамериканцы любой расы составляли 0,54 % от популяции тауншипа.
Из 60 домохозяйств в 46,7 % воспитывались дети до 18 лет, в 66,7 % проживали супружеские пары, в 5,0 % проживали незамужние женщины и в 26,7 % домохозяйств проживали несемейные люди. 23,3 % домохозяйств состояли из одного человека, при том 13,3 % из — одиноких пожилых людей старше 65 лет. Средний размер домохозяйства — 3,07, а семьи — 3,73 человека.
37,0 % населения — младше 18 лет, 8,2 % — в возрасте от 18 до 24 лет, 28,8 % — от 25 до 44, 15,8 % — от 45 до 64, и 10,3 % — старше 65 лет. Средний возраст — 31 год. На каждые 100 женщин приходилось 97,8 мужчин.  На каждые 100 женщин старше 18 приходилось 107,1 мужчин.
Средний годовой доход домохозяйства составлял 29 375 долларов, а средний годовой доход семьи —  32 500 долларов. Средний доход мужчин —  15 938  долларов, в то время как у женщин — 16 250. Доход на душу населения составил 11 647 долларов. За чертой бедности находились 17,3 % семей и 15,8 % всего населения тауншипа, из которых 19,7 % младше 18 лет.